# European Film Awards
Gli European Film Awards (EFA) sono premi cinematografici assegnati annualmente dal 1988 dall'Accademia europea del cinema per celebrare l'eccellenza della produzione cinematografica europea. Alcuni giornalisti li definiscono gli Oscar europei.
La cerimonia di premiazione si svolge ogni primo sabato di dicembre alternativamente a Berlino, sede dell'Accademia, negli anni dispari, e in altre città europee, negli anni pari.

## Storia
La prima cerimonia degli European Film Awards ebbe luogo nel 1988 a Berlino Ovest, presso il Theater des Westens, su iniziativa del senatore tedesco Volker Hassemer. In questa occasione speciale nella quale così tante personalità di rilievo del mondo del cinema poterono ritrovarsi insieme, si discusse l'idea di fondare un'Accademia europea del cinema, con l'obiettivo di sostenere e promuovere la cultura e l'industria cinematografica europea.
L'idea venne concretizzata solo pochi mesi dopo, quando quarantuno cineasti si riunirono per fondare la European Cinema Society (che due anni dopo avrebbe poi assunto la denominazione definitiva di European Film Academy). Ingmar Bergman, Premio alla carriera della prima edizione degli European Film Awards, venne eletto primo presidente, mentre Wim Wenders fu eletto chairman.
La seconda edizione dei premi si svolse a Parigi, in un quadro politico in radicale cambiamento, dopo la caduta del Muro di Berlino, e la terza a Glasgow. Dal 1991 al 1995 Berlino divenne la sede fissa della cerimonia.
Nel 1996 Wenders succedette a Bergman nella carica di presidente e Nik Powell divenne il nuovo chairman. Si decise di ampliare l'Academy, all'epoca costituita da 99 membri, e di renderne ogni membro un elettore sostituendo così il sistema della giuria, di abbandonare la denominazione che il trofeo aveva fin qui avuto, Felix, a favore di quella generica di European Film Awards, e soprattutto di rendere nuovamente itinerante la cerimonia di premiazione, che di qui in avanti sarebbe stata quindi ospitata alternativamente a Berlino, negli anni dispari, e nelle diverse città europee negli anni pari.
Attualmente l'European Film Academy conta più di duemilasettecento membri e gli European Film Awards sono diventati uno dei maggiori avvenimenti cinematografici internazionali, con una cerimonia che riunisce millequattrocento partecipanti e viene trasmessa in quaranta Paesi da oltre venti canali televisivi.

## Premi
I premi attualmente assegnati sono i seguenti:
- Miglior film (Best Film)
- Miglior commedia (Best European Comedy)
- Miglior regista (Best European Director)
- Miglior attrice (Best European Actress)
- Miglior attore (Best European Actor)
- Migliore sceneggiatura (Best European Screenwriter)
- Migliore fotografia (Carlo Di Palma European Cinematographer Award), intitolato in onore del direttore della fotografia italiano Carlo Di Palma
- Migliore montaggio (European Editor)
- Miglior scenografia (European Production Designer)
- Migliori costumi (European Costume Designer)
- Migliore colonna sonora (Best European Composer)
- Miglior sonoro (Best Sound Designer)
- Migliori effetti visivi (Best Visual Effects)
- Miglior trucco (Best Makeup and Hairstyling)
- Miglior rivelazione (European Discovery - Prix Fipresci)
- Miglior documentario (European Film Academy Documentary - Prix ARTE)
- Miglior film d'animazione (European Film Academy Animated Feature Film)
- Miglior cortometraggio (European Film Academy Short Film)
- Miglior co-produttore (Best European Co-Producer - Prix Eurimages)
- Premio alla carriera (European Film Academy Lifetime Achievement Award)
- Miglior contributo europeo al cinema mondiale (European Achievement in World Cinema)
- LUX European Audience Film Award (dal 2021): unione degli ex Premio del pubblico (People's Choice Award for Best European Film) e Premio LUX (LUX Prize)